# American Steel
American Steel è una band punk rock statunitense proveniente dalla California, precisamente dalla città di Oakland.

## Storia del gruppo
Gli American Steel nascono nel 1995 a West Oakland. Quando venne loro offerto per la prima volta di poter suonare, il gruppo, che non aveva ancora deciso quale nome darsi, ne scelse uno appena visto in un'insegna. Dopo diversi anni di concerti a feste o a piccole serate intorno alla Bay Area, dopo diversi cambi nella formazione, che peraltro portarono il gruppo ad un livello musicale più professionale, gli American Steel acquisirono un van per una serie di 32 concerti in giro per gli USA.
Al ritorno dal tour, la band iniziò le registrazioni in sala d'incisione, sotto la guida di Kevin Army (Operation Ivy, Green Day, The Mr. T Experience, etc.) per realizzare il primo album, American Steel, pubblicato con l'etichetta di San Francisco New Disorder Records. Nel 1998 la band è apparsa in diverse raccolte ed ha aumentato le date di concerto negli USA.
Nella primavera del 1999 la band siglò un contratto con la Lookout! Records e diede alla luce il secondo album, Rogue's March, la cui registrazione fu abbastanza lunga a causa di alcuni problemi di salute di Ryan Massey. Nel 2000 gli American Steel si imbarcarono in un lungo tour in USA e Canada, durante il quale l'album Rogue's March iniziò ad aumentare in popolarità nell'ambiente underground, tanto che alcune fanzine lo considerarono il miglior album dell'anno. Alla fine del 2000, la band si era affermata come uno degli esponenti più esplosivi nella scena musicale della Bay Area, tanto che nel 2001 venne nominata per il premio "miglior album punk", durante i California Music Awards, insieme ad altre band come Rancid, Green Day, No Doubt e blink-182.
Durante il 2001 le influenze esterne al punk rock, e debitrici della musica folk, rhythm and blues e soul della Motown Records, che erano sempre state miscelate al punk, ebbero invece la meglio nel terzo album Jagged Thoughts, con il quale la band iniziò la ricerca di un suo nuovo stile originale. A causa di questo non irrilevante cambiamento stilistico, gli American Steel nel 2002 si sciolsero ed alcuni componenti fondarono la band Communiqué.
Nel 2007 tuttavia c'è stato il ritorno della band con il suo vecchio nome ed il vecchio stile musicale più marcatamente punk rock. Grazie ad un accordo con l'etichetta Fat Wreck Chords, di proprietà del leader dei NOFX Fat Mike, la band ha pubblicato il suo quarto album, Destroy Their Future, ricevendo critiche molto positive in tutto il mondo. Il 21 luglio 2009 è uscito un nuovo lavoro della formazione, Dear Friends and Gentle Hearts, pubblicato dalla Fat Wreck Chords.

## Formazione
- Rory Henderson - voce, chitarra
- Ryan Massey - chitarra
- John Peck - basso
- Scott Healy - batteria (1997-2000, 2007-in attività)
- Jamie Kissinger - batteria (1995-1997, 2000-2002)

## Discografia
- 1998 - American Steel (New Disorder)
- 1999 - Rogue's March (Lookout! Records)
- 2001 - Jagged Thoughts (Lookout)
- 2007 - Destroy Their Future (Fat Wreck Chords)
- 2009 - Dear Friends and Gentle Hearts (Fat Wreck Chords)